# Skate Canada International de 1990
O Skate Canada International de 1990 foi a décima sétima edição do Skate Canada International, um evento anual de patinação artística no gelo organizado pelo Skate Canada. A competição foi disputada na cidade de Lethbridge e Alberta no Canadá.

## Eventos
- Individual masculino
- Individual feminino
- Duplas
- Dança no gelo
- Interpretativo masculino
- Interpretativo feminino
- Quartetos

## Medalhistas
| Evento                            | Ouro                                                                             | Prata                                                                     | Bronze                                                                           |
| Individual masculino detalhes     | Kurt Browning · Canadá                                                           | Grzegorz Filipowski · Polônia                                             | Mark Mitchell · Estados Unidos                                                   |
| Individual feminino detalhes      | Josée Chouinard · Canadá                                                         | Lisa Sargeant · Canadá                                                    | Holly Cook · Estados Unidos                                                      |
| Duplas detalhes                   | Isabelle Brasseur · Lloyd Eisler · Canadá                                        | Evgenia Shishkova · Vadim Naumov · União Soviética                        | Michelle Menzies · Kevin Wheeler · Canadá                                        |
| Dança no gelo detalhes            | Jacqueline Petr · Mark Janoschak · Canadá                                        | Irina Romanova · Igor Yaroshenko · União Soviética                        | Małgorzata Grajcar · Andrzej Dostatni · Polônia                                  |
| Interpretativo masculino detalhes | Steven Belanger · Canadá                                                         | Daniel Weiss · Alemanha Ocidental                                         | Cameron Medhurst · Austrália                                                     |
| Interpretativo feminino detalhes  | Joanna Ng · Estados Unidos                                                       | Trudy Treslan · Canadá                                                    | Anisette Torp-Lind · Dinamarca                                                   |
| Quartetos detalhes                | Stacey Ball · Jean-Michel Bombardier · Isabelle Brasseur · Lloyd Eisler · Canadá | Christine Hough · Doug Ladret · Michelle Menzies · Kevin Wheeler · Canadá | Elaine Asanakis · Joel McKeever · Calla Urbanski · Rocky Marval · Estados Unidos |

## Resultados

### Individual masculino
| Pos.              | Nome                | Nacionalidade      |
| ----------------- | ------------------- | ------------------ |
| Medalha de ouro   | Kurt Browning       | Canadá             |
| Medalha de prata  | Grzegorz Filipowski | Polônia            |
| Medalha de bronze | Mark Mitchell       | Estados Unidos     |
| 4                 | Norm Proft          | Canadá             |
| 5                 | Daniel Weiss        | Alemanha Ocidental |
| 6                 | Cameron Medhurst    | Austrália          |
| 7                 | Oliver Höner        | Suíça              |
| 8                 | Dmitri Gromov       | União Soviética    |
| 9                 | Nicolas Pétorin     | França             |
| 10                | Masakazu Kagiyama   | Japão              |

### Individual feminino
| Pos.              | Nome               | Nacionalidade      |
| ----------------- | ------------------ | ------------------ |
| Medalha de ouro   | Josée Chouinard    | Canadá             |
| Medalha de prata  | Lisa Sargeant      | Canadá             |
| Medalha de bronze | Holly Cook         | Estados Unidos     |
| 4                 | Yuka Sato          | Japão              |
| 5                 | Junko Yaginuma     | Japão              |
| 6                 | Tanja Krienke      | Alemanha Ocidental |
| 7                 | Tatiana Rachkova   | União Soviética    |
| 8                 | Anisette Torp-Lind | Dinamarca          |
| 9                 | Helen Persson      | Suécia             |
| 10                | Claudia Unger      | Alemanha Ocidental |
| 11                | Sandra Garde       | França             |
| 12                | Beatrice Gelmini   | Itália             |

### Duplas
| Pos.              | Nome                                 | Nacionalidade      |
| ----------------- | ------------------------------------ | ------------------ |
| Medalha de ouro   | Isabelle Brasseur / Lloyd Eisler     | Canadá             |
| Medalha de prata  | Evgenia Shishkova / Vadim Naumov     | União Soviética    |
| Medalha de bronze | Michelle Menzies / Kevin Wheeler     | Canadá             |
| 4                 | Jennifer Huerlin / John Fredericksen | Estados Unidos     |
| 5                 | Ines Müller / Ingo Steuer            | Alemanha Oriental  |
| 6                 | Danielle McGrath / Stephen Carr      | Austrália          |
| 7                 | Elaine Asanakis / Joel McKeever      | Estados Unidos     |
| 8                 | Anna Gorecki / Arkadiusz Gorecki     | Alemanha Ocidental |
| 9                 | Anna Tabacchi / Massimino Salvade    | Itália             |
| 10                | Catherine Barker / Michael Aldred    | Reino Unido        |

### Dança no gelo
| Pos.              | Nome                                  | Nacionalidade      |
| ----------------- | ------------------------------------- | ------------------ |
| Medalha de ouro   | Jacqueline Petr / Mark Janoschak      | Canadá             |
| Medalha de prata  | Irina Romanova / Igor Yaroshenko      | União Soviética    |
| Medalha de bronze | Małgorzata Grajcar / Andrzej Dostatni | Polônia            |
| 4                 | Anna Croci / Luca Mantovani           | Itália             |
| 5                 | Anne Hall / Jason Blomfield           | Reino Unido        |
| 6                 | Jennifer Nocito / Brad Hopkins        | Canadá             |
| 7                 | Rachel Mayer / Peter Breen            | Estados Unidos     |
| 8                 | Diane Gerencser / Bernard Columberg   | Suíça              |
| 9                 | Petra Zietemann / Frank Ladd-Oshiro   | Alemanha Ocidental |
| 10                | Kaoru Takino / Kenji Takino           | Japão              |

### Interpretativo masculino
| Pos.              | Nome             | Nacionalidade      |
| ----------------- | ---------------- | ------------------ |
| Medalha de ouro   | Steven Belanger  | Canadá             |
| Medalha de prata  | Daniel Weiss     | Alemanha Ocidental |
| Medalha de bronze | Cameron Medhurst | Austrália          |
| ...               |                  |                    |

### Interpretativo feminino
| Pos.              | Nome               | Nacionalidade  |
| ----------------- | ------------------ | -------------- |
| Medalha de ouro   | Joanna Ng          | Estados Unidos |
| Medalha de prata  | Trudy Treslan      | Canadá         |
| Medalha de bronze | Anisette Torp-Lind | Dinamarca      |
| ...               |                    |                |

### Quartetos
| Pos.              | Nome                                                                    | Nacionalidade  |
| ----------------- | ----------------------------------------------------------------------- | -------------- |
| Medalha de ouro   | Stacey Ball / Jean-Michel Bombardier / Isabelle Brasseur / Lloyd Eisler | Canadá         |
| Medalha de prata  | Christine Hough / Doug Ladret / Michelle Menzies / Kevin Wheeler        | Canadá         |
| Medalha de bronze | Elaine Asanakis / Joel McKeever / Calla Urbanski / Rocky Marval         | Estados Unidos |
| ...               |                                                                         |                |

## Quadro de medalhas
| Ordem | País               | Medalha de ouro | Medalha de prata | Medalha de bronze |    | Ordem por total |
| ----- | ------------------ | --------------- | ---------------- | ----------------- | -- | --------------- |
| 1     | Canadá             | 6               | 3                | 1                 | 10 | 1               |
| 2     | Estados Unidos     | 1               |                  | 3                 | 4  | 2               |
| 3     | União Soviética    |                 | 2                |                   | 2  | 3               |
| 4     | Polônia            |                 | 1                | 1                 | 2  | 3               |
| 5     | Alemanha Ocidental |                 | 1                |                   | 1  | 5               |
| 6     | Austrália          |                 |                  | 1                 | 1  | 5               |
| 6     | Dinamarca          |                 |                  | 1                 | 1  | 5               |
| TOTAL | TOTAL              | 7               | 7                | 7                 | 21 | —               |